# 和木駅

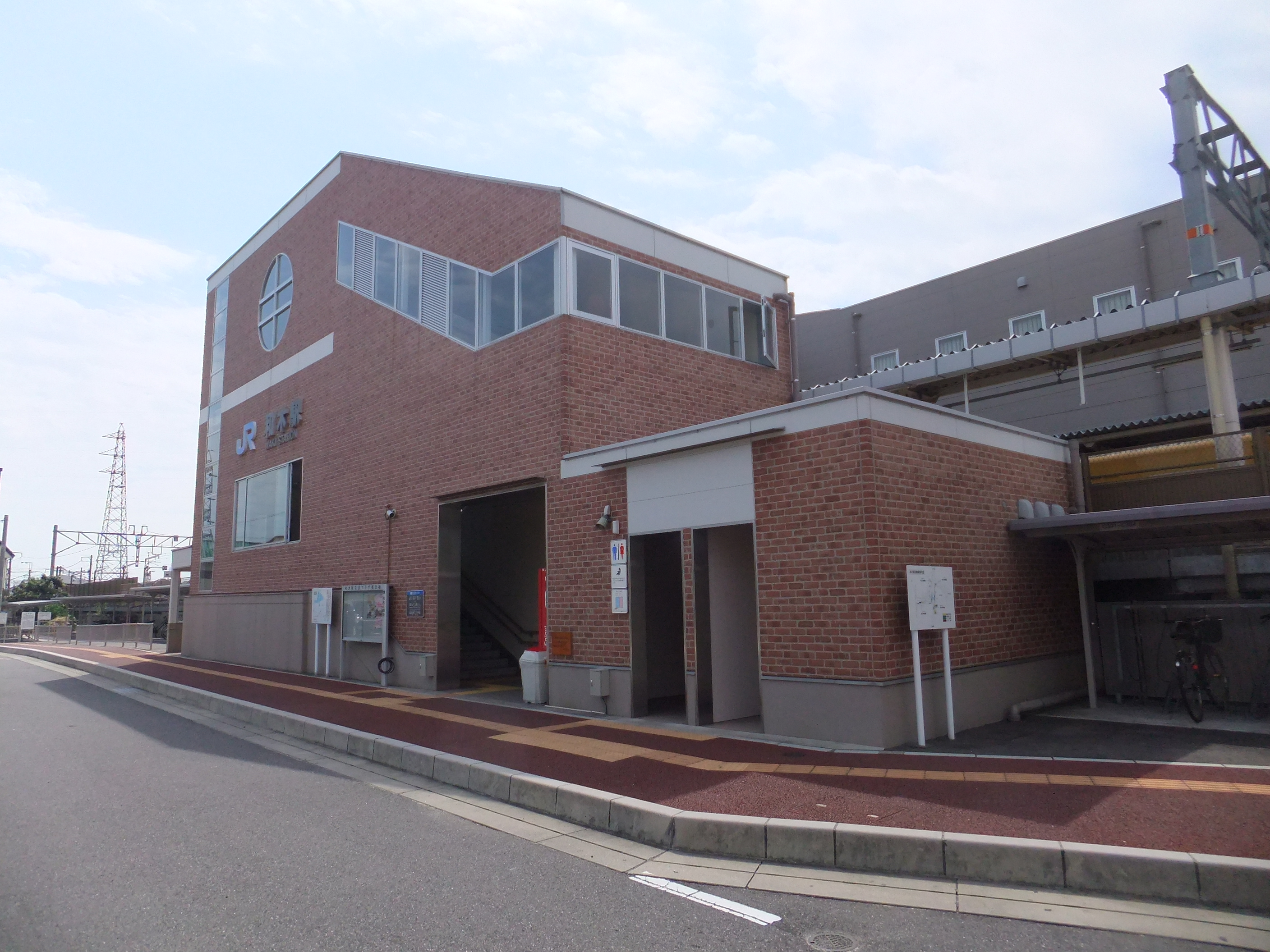
東口（2014年9月）

和木駅（わきえき）は、山口県玖珂郡和木町和木四丁目にある、西日本旅客鉄道（JR西日本）山陽本線の駅である。駅番号はJR-R15。
山口県では最東端の駅でもある。

## 概要
和木町と岩国市の市町境に当たる、山口県道135号北中山岩国線の山陽本線跨線橋（あけぼの橋）南側に位置する。元々和木町には同線が通過していたものの、町域を通過する区間が1km弱と短く、隣接する大竹駅からも1.5kmと比較的近かったこともあって鉄道駅がなかった。町民は隣接する大竹駅または岩国駅を利用していたが、1982年（昭和57年）以降広島 - 岩国間ダイヤが「短編成・高頻度」都市近郊型に移行し、同区間で新駅が続々と誕生する中で和木町がJRに新駅開設を打診。広島シティネットワーク整備の一環として、町や関係機関等が駅施設の建設費を負担する請願駅として設置された。

## 歴史
- 1991年（平成3年）3月：和木町がJR西日本広島支社へ当駅新設を打診。
- 1992年（平成4年）6月：和木町議会で岩国駅 - 大竹駅間に新駅開設を要望する決議が成される。
- 1996年（平成8年）1月：和木駅設置期成同盟会が発足。
- 2002年（平成14年）12月：岩国市が窓口となりJR西日本と協議開始。
- 2003年（平成15年）9月：JR西日本との協議窓口が、岩国市から和木町へ変更。
- 2004年（平成16年）11月：当駅の基本構想・基本設計が完了する。
- 2006年（平成18年）
  - 10月13日：JR西日本が、鉄道事業法に基づく事業基本計画の変更認可申請（当駅の設置申請）を、国土交通省中国運輸局長に対して行う。
  - 10月27日：中国運輸局より、当駅の設置認可が下りる。
- 2007年（平成19年）
  - 6月27日：駅建設工事着工[1]。
  - 9月19日：JR西日本が新駅名称を正式に「和木駅」とすると公表。
- 2008年（平成20年）3月15日：山陽本線岩国駅 - 大竹駅間に新設。
- 2016年（平成28年）3月26日：ダイヤ改正に伴い、快速シティライナー（土休日のみ運転）の停車駅となる。
- 2018年（平成30年）
  - 7月6日：平成30年7月豪雨で山陽本線被災、営業休止。
  - 7月9日：海田市駅 - 岩国駅間運行再開に伴い、営業再開。快速シティライナーは休止。
- 2019年（平成30年）3月16日：休止中だった快速シティライナーが正式に廃止、普通列車のみ停車となる。
- 2020年（令和2年）3月14日：シティライナー復活に伴い、再度停車駅となる。

## 駅構造

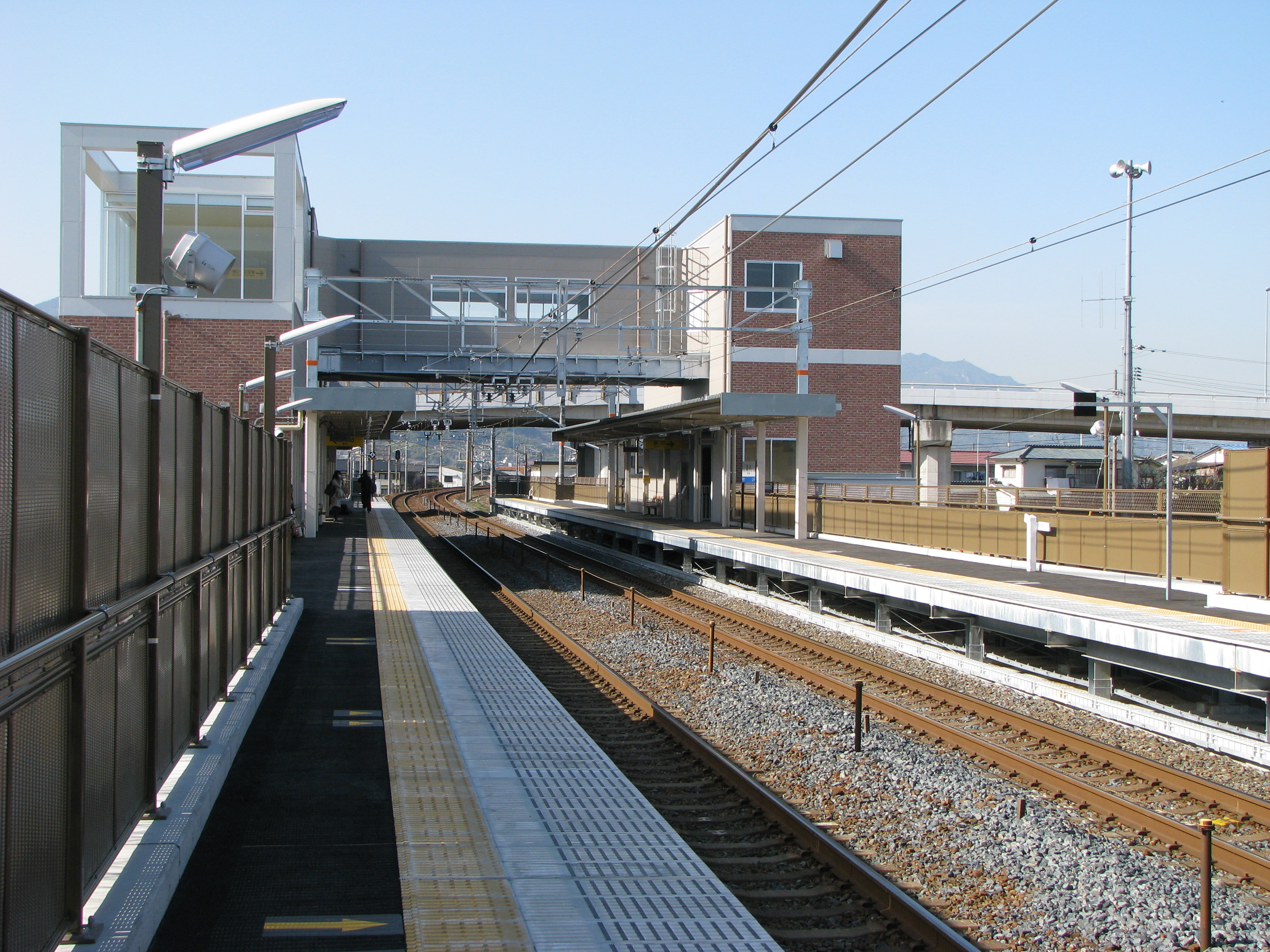
ホーム（左が広島方面、右が岩国方面）

ホーム有効長165m（8両編成対応）、幅2m（内4両編成分は3m）の相対式ホーム2面2線を有する地上駅。ホーム南端25mが岩国市域（岩国市装束町）に掛かる。西口（和木町役場方面）と東口（国道2号方面）の2ヶ所の出入口を備え、東西それぞれに簡易自動改札機が設置されている。西口にはトイレ（男女別・多目的）と駅事務室があり、ICOCA利用可能駅（相互利用可能ICカードはICOCAの項を参照）。
岩国駅管理の簡易委託駅。西口にPOS端末が設置されている。
東西を連絡する自由通路があり、駅にはエレベーターが各ホームに設けられている。西口側及び東口側に自動車停車帯及び駐輪場が確保されている。町内巡回バス及び岩国市営バスが駅前広場に乗入れる。
接近メロディーは広島支社標準接近メロディーであるが、当駅のみ音程が半音上がったものを使用している。

### のりば
| のりば | 路線     | 方向 | 行先             |
| ------ | -------- | ---- | ---------------- |
| 1      | 山陽本線 | 上り | 宮島口・広島方面 |
| 2      | 山陽本線 | 下り | 岩国・徳山方面   |

### 和木駅交流プラザ
当駅は鉄道駅であると同時に、和木町設置条例[1]に基づく公共施設でもある。ホーム等のJR西日本の保有施設を除く部分（駅舎事務室、自由通路等）は和木町の保有・管理する施設である。
駅施設のうち、和木町が保有・管理する部分については和木駅交流プラザという総称が与えられており[2]、駅周辺に設置してある駐輪場共々、指定管理者制度に基づく管理が行われている。2020年4月1日現在の指定管理者は、株式会社不二ビルサービス[3]。
なお、上記の指定管理者の行える業務にはJR西日本乗車券類発券業務等[4]も含まれている。和木町より任命された指定管理者の、当駅運営上の相互関係については明らかで無い。

## 利用状況
近年の1日平均乗車人員の推移は以下の通り。
| 乗車人員推移       | 乗車人員推移 |
| 年度               | 1日平均人数  |
| ------------------ | ------------ |
| 2008年（平成20年） | 773          |
| 2009年（平成21年） | 796          |
| 2010年（平成22年） | 841          |
| 2011年（平成23年） | 896          |
| 2012年（平成24年） | 927          |
| 2013年（平成25年） | 943          |
| 2014年（平成26年） | 962          |
| 2015年（平成27年） | 989          |
| 2016年（平成28年） | 1,010        |
| 2017年（平成29年） | 1,011        |
| 2018年（平成30年） | 985          |
| 2019年（令和元年） | 1,008        |
| 2020年（令和02年） | 787          |
| 2021年（令和03年） | 773          |
| 2022年（令和04年） | 868          |

## 駅周辺
和木町役場等が集まっている町の中心部は、西口から約650m前後離れている。駅西側にはスーパーマーケット（丸久）があり、駅東側には化学工場や製油所がある。
- 和木町役場
- 和木町体育センター
- 岩国警察署 和木駐在所
- 岩国地区消防組合 中央消防署東出張所
- 和木町立和木中学校
- 三井化学岩国大竹工場
- ENEOS麻里布製油所
- 国道2号
- 広島県道・山口県道122号大竹和木線
- 山口県道135号北中山岩国線

## 隣の駅
西日本旅客鉄道（JR西日本）
 山陽本線
■快速「通勤ライナー」（平日朝上りのみ運転）
通過
■快速「シティライナー」（土休日のみ運転）・■普通（呉線内で快速となる列車含む）
大竹駅 (JR-R14) - 和木駅 (JR-R15) - 岩国駅 (JR-R16)

## 補足
補足1 
補足2 設置条例の名称は、『和木駅交流プラザ及び和木町駐輪場条例』（平成19年12月20日条例第15号） である。
補足3 『和木駅交流プラザ及び和木町駐輪場条例』 第1条（目的）および第2条（定義）により規定。
補足4 平成20年第1回和木町議会臨時会 で可決された議案第2号、及び、受託した（株）不二ビルサービスの開設ページ により指定事実が公開されている。
補足5 『和木駅交流プラザ及び和木町駐輪場条例』 第5条（4）により規定。